# San Donato di Lecce
San Donato di Lecce es una localidad italiana de la provincia de Lecce, región de Puglia, con 5.868 habitantes.

## Evolución demográfica
| Gráfica de evolución demográfica de San Donato di Lecce entre 1861 y 2001 |
|                                                                           |
| Fuente ISTAT - elaboración gráfica de Wikipedia                           |